# 卡尔默利娜·萨恩杰斯
卡尔默利娜·萨恩杰斯（1921年6月23日—2009年2月22日），西班牙作家、诗人、历史学家。